# Тобольське намісництво
Тобо́льське намі́сництво (рос. Тобольское наместничество) — адміністративно-територіальна одиниця в Російській імперії в 1782–1796 роках. Адміністративний центр — Тобольськ. Створене 19 січня 1782 року на основі Тобольської провінції Сибірської губернії. Складалося з 13 повітів. 12 грудня 1796 року перетворене на Тобольську губернію.